# Lago Grey
El lago Grey, también llamado lago de Grey, es un cuerpo de agua de origen glaciar ubicado en la parte occidental del parque nacional Torres del Paine, en la Provincia de Última Esperanza, Región de Magallanes y de la Antártica Chilena. Su centro se encuentra en las coordenadas: 51° 3'43.94"S 73° 8'55.58"O.

## Características
Este lago posee una superficie de 3250 ha, un largo de 16,5 km, un ancho máximo de 4,25 km y un ancho mínimo de 1,37 km. Pertenece a la gran hoya binacional del río Serrano. Posee contornos irregulares y varios cabos, penínsulas y ensenadas. Sus aguas son turbias a causa del limo glaciar en suspensión.
Hacia el este está limitado por la ladera del cerro Paine Grande de una altitud de 2700 m s. n. m. (8858 ft), y el cerro Aleta de Tiburón, de una altura menor. Hacia el sur su cuenca es contenida por el cerro Ferreir de una altitud de 1599 m s. n. m.

Vistas de perspectiva
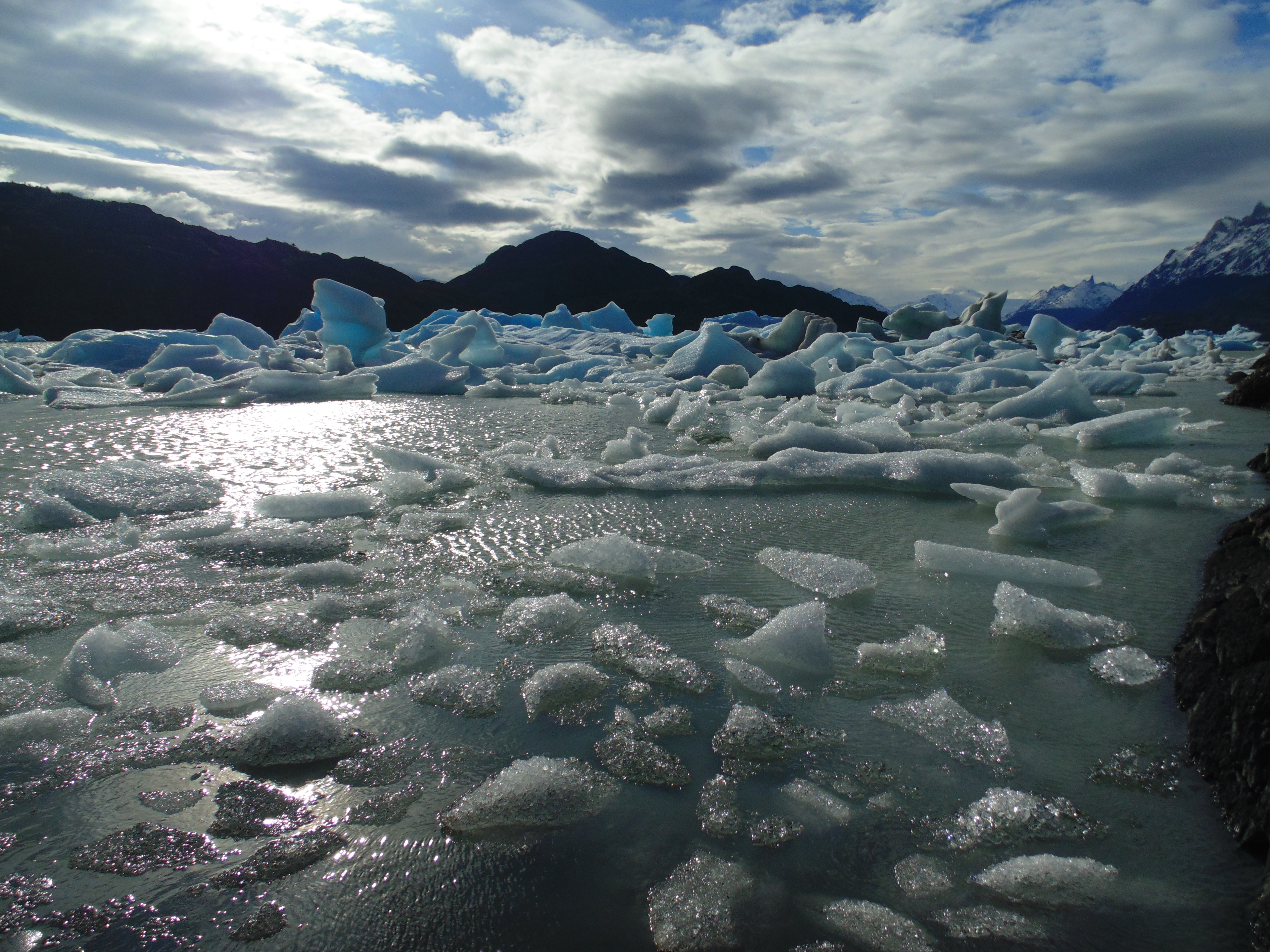
Deshielo en Lago Grey
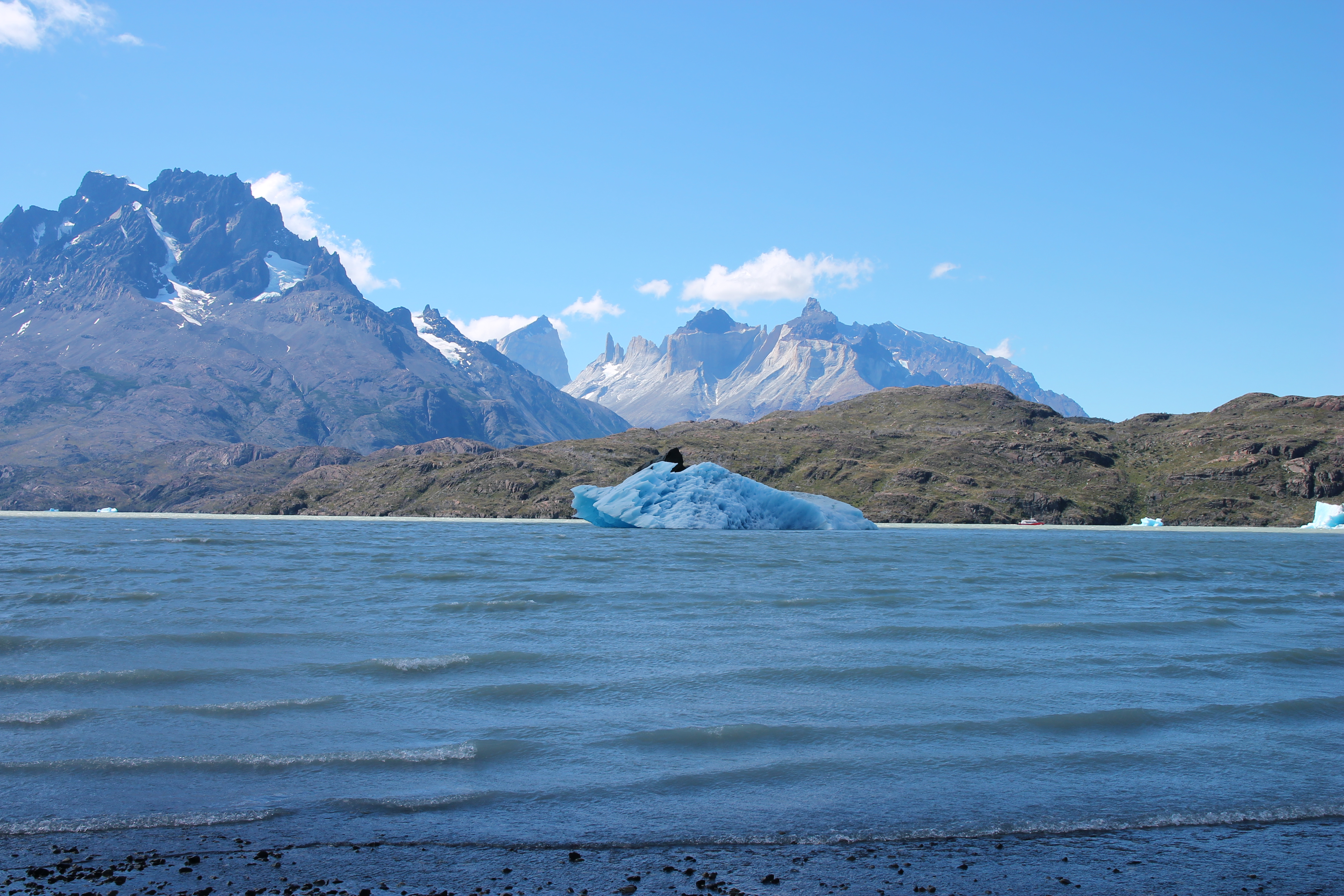
Iceberg en Lago Grey
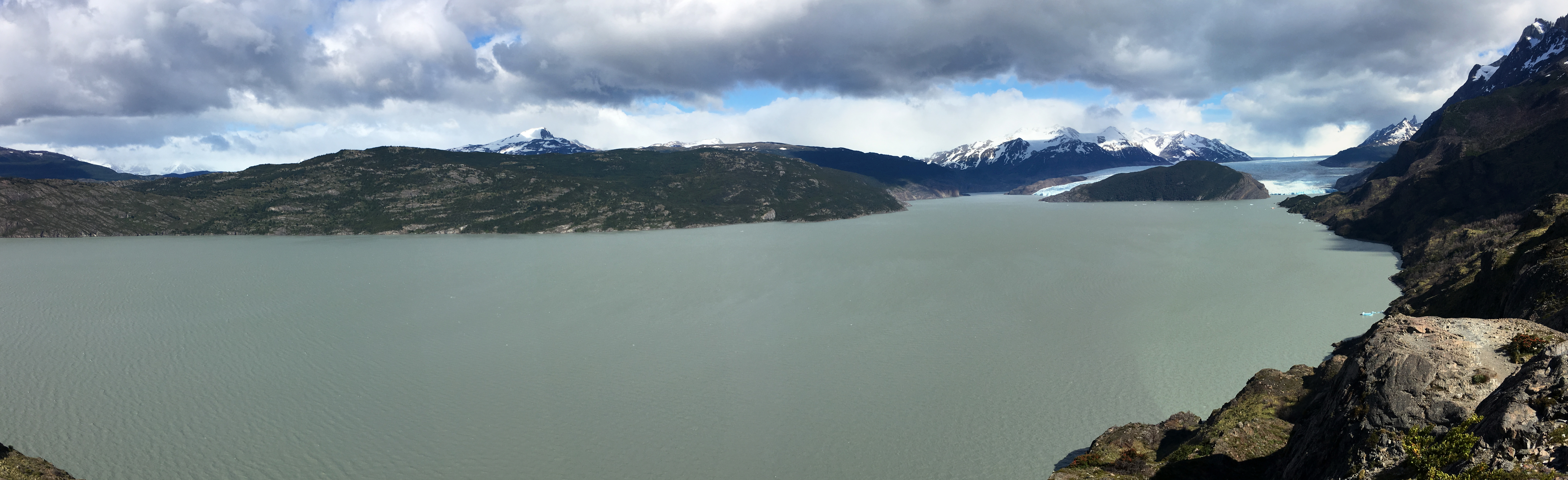
Vista del lago
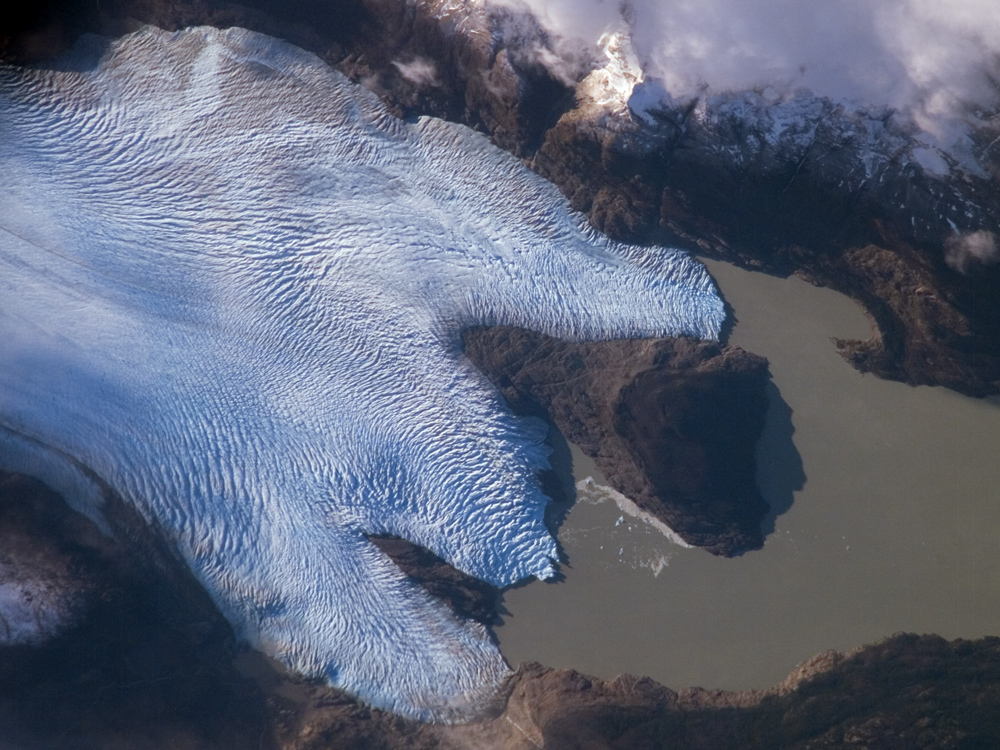
Vista aérea del sector norte del lago, contactando con el glaciar Grey

### Islas
En el extremo sur posee algunas islas; a la mayor de ellas, de 600 m de largo, es posible acceder desde un bajo y estrecho istmo morrénico.
En el extremo norte posee también algunas islas, pero todas ellas están bordeadas también por el glaciar Grey, pues hasta hace pocos años eran sólo nunataks de dicho glaciar. La mayor de ellas posee 3,6 km de largo por 2 km de ancho.

## Fuentes de alimentación

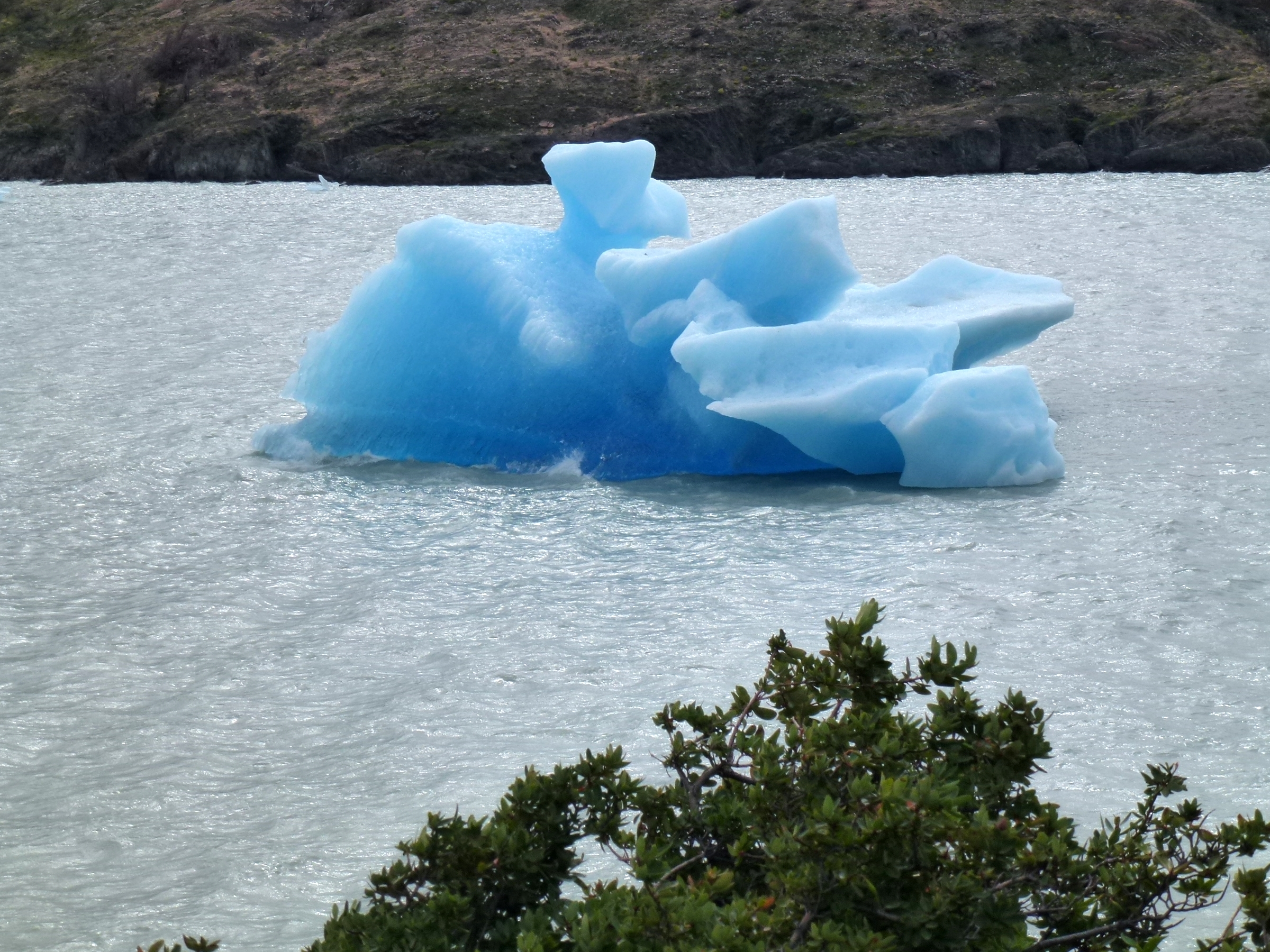
Lago Gray Parque Nacional Torres del Paine Chile